# Stollen am grossen Viadukt westlich Altenbeken
Stollen am grossen Viadukt westlich Altenbeken este o arie protejată (arie specială de conservare — SAC, sit de importanță comunitară — SCI) din Germania întinsă pe o suprafață de 0,41 ha, integral pe uscat.

## Localizare
Centrul sitului Stollen am grossen Viadukt westlich Altenbeken este situat la coordonatele 51°45′36″N 8°55′26″E / 51.76°N 8.9239°E.

## Înființare
Situl Stollen am grossen Viadukt westlich Altenbeken a fost declarat sit de importanță comunitară în martie 2001 pentru a proteja 2 specii de animale. Situl a fost protejat și ca arie specială de conservare, în martie 2002.

## Biodiversitate
Situată în ecoregiunea continentală, aria protejată nu include niciun habitat protejat.
La baza desemnării sitului se află mai multe specii protejate de  mamifere (2): liliac de iaz (Myotis dasycneme), liliac comun (Myotis myotis).
Pe lângă speciile protejate, pe teritoriul sitului au mai fost identificate 2 specii de mamifere.